# Sousa (kommun)
Sousa är en kommun i Brasilien.   Den ligger i delstaten Paraíba, i den östra delen av landet, 1 500 km nordost om huvudstaden Brasília. Antalet invånare är 65 807. Arean är 842 kvadratkilometer.
Terrängen i Sousa är kuperad åt nordost, men åt sydväst är den platt.
Följande samhällen finns i Sousa:
- Sousa

Omgivningarna runt Sousa är huvudsakligen savann. Runt Sousa är det ganska tätbefolkat, med 75 invånare per kvadratkilometer.